# Bity Kamień
Bity Kamień is een plaats in het Poolse district  Sokólski, woiwodschap Podlachië. De plaats maakt deel uit van de gemeente Dąbrowa Białostocka en telt 20 inwoners.